# Николае Григореску
Николае Григореску е румънски художник, живописец, график и баталист. Военен кореспондент в Руско-турската война (1877 – 1878).

## Биография
Николае Григореску е роден през 1838 г. в с. Питару / Румъния / в селско семейство. От малък остава сирак. Учи иконопис при художника А. Хладек. За стенописите в Адапийския манастир получава държавна стипендия за обучение в Париж. Учи при художника Себастиан Корню (1862 – 1869). Пътешества в Италия, Гърция и Османската империя. Завръща се в Румъния, където създава най-известните си картини. Рисува портрети, пейзажи и селски бит.
Участва в Руско-турската война (1877 – 1878) като кореспондент – доброволец в Румънската армия. От етюди направени по време на военните действия, по-късно създава бележити по художествената си стойност платна: „Битката при Смърдан“, „Шпиони“, „Военнопленници“, „Пленени турци“, „Червен хусар на кон“ и др.
Николае Григореску е класик на румънското изобразително изкуство. Художествената академия в Букурещ носи неговото име. Провежда се и ежегоден пленер „Николае Григореску“.

## Творби
- Maidens at the entrance.
- Pescăriţă la Grandville (1884).
- Ţărancă voioasă (1894).
- Car cu boi (1899).
- Femeie pe malul mării (1881).
- Gornistul.
- Dorobanțul.
- Andreescu la Barbizon.
- Cap de țărancă.
- Fată cu zestrea ei.
- Intrând în baie.
- Old Woman Darning.
- Ţărancă din Muscel
- Akt.
- Porträt eines Mädchens.
- Wächter von Chailly.
- Interieur in Vitré.
- Hebrew with caftan.
- Prince Dragos and Wisent.